# Badia rugosa
Badia rugosa is een spinnensoort uit de familie Palpimanidae. De soort komt voor in Senegal.